# Владімір Болєвич
Владімір Болєвич (чорн. Vladimir Boljević, нар. 17 січня 1988, Тітоград, Югославія) — чорногорський футболіст, півзахисник клубу «Подгориця». Колишній гравець національної збірної Чорногорії.

## Клубна кар'єра
Владімір Болєвич є вихованцем клубу «Зета» зі свого рідного міста Подгориця. У 2006 році футболіст дебютував у першій команді. А вже в наступному разом з клубом виграв національний чемпіонат. У Чорногорії Болєвич грав до 2011 року, коли у зимове міжсезоння перейшов до польської «Краковії». А в березні провів перший матч у новій команді. Разом з «Краковією» Болєвич вилітав з Екстракласи та знову повернувся до еліти.
Влітку 2014 року Болєвич перейшов до кіпрського АЕКа з  Ларнаки, з яким у 2018 році виграв Кубок Кіпру. Ще три сезони футболіст грав у кіпрському клубі «Докса». Після чого у 2021 році повернувся до Чорногорії, де приєднався до клубу «Подгориця».

## Збірна
В період з 2015 по 2016 роки Владімір Болєвич провів вісім матчів у складі національної збірної Чорногорії.

## Досягнення
Зета
 Чемпіон Чорногорії: 2006/07
АЕК (Ларнака)
 Переможець Кубка Кіпру: 2017/18